# Escletxot de Can Volant
L'Escletxot de Can Volant és un sot, o vall estreta i feréstega, del terme municipal de Sant Quirze Safaja, a la comarca del Moianès. Pertany al territori del poble rural de Bertí.
És en el vessant de llevant del Serrat de les Escorces, a migdia de la masia de Can Volant, just a llevant del petit nucli de Bertí, amb Sant Pere de Bertí i Cal Magre. Es troba just al nord del Camp d'en Coll i al sud dels Camps de Can Volant. Hi davalla un dels torrents afluents per l'esquerra del torrent del Bosc Negre. Forma part de la cinglera principal dels Cingles de Bertí.